# Ernst Strasser
Ernst Strasser (n. 29 aprilie 1956, Grieskirchen, Oberösterreich) este un politician austriac (ÖVP), fost ministru de interne al Austriei între febr. 2000 și dec. 2004 în guvernele Schüssel-1 și Schüssel-2. Strasser este și om de afaceri, activând în mai multe firme de consiliere și ca lobbyist. În 2009 la alegerile pentru Parlamentul European a fost "candidat de vârf" (în germană Spitzenkandidat) al ÖVP, devenind europarlamentar din partea Austriei. 

## „Bani pentru amendamente”
În 20 martie 2011, ca urmare a scandalului Bani pentru amendamente, declanșat de dezvăluirile unor ziariști de la Sunday Times, Strasser a demisionat din calitatea de europarlamentar. Ziariști englezi, dându-se drept oameni de afaceri ("lobbyști"), au oferit în secret câte 100.000 de euro pentru promovarea în Parlamentul European a unor amendamente legislative favorabile lor în domeniul finanțelor. Strasser a fost unul dintre cei care au acceptat să colaboreze. Pe 21 martie 2011 Procuratura Austriacă Anticorupție a început primele cercetări cu privire la cazul Strasser. În 2012 a fost trimis în judecată sub acuzația de corupție. Pe 26 noiembrie 2012 a început la un tribunal penal din Viena judecarea dosarului. În data de 13 martie 2014 a fost condamnat definitiv la 3 ani și șase luni de închisoare. Sentința a fost confirmată de o instanță superioară în data de 13 octombrie 2014, cu reducerea pedepsei la 3 ani. Ernst Strasser a început ispășirea pedepsei în data de 13 noiembrie 2014.